# Peter Arntz
Petrus Wilhelmus "Peter" Arntz (Leuth, 5 februari 1953) is een Nederlands voormalig voetballer. De met een goede traptechniek gezegende middenvelder kwam uit voor Go Ahead (Eagles), AZ'67 en het Nederlands elftal.

## Loopbaan

### Clubloopbaan
Arntz kwam voort uit de beroemde jeugdopleiding van Go Ahead. Hij maakte op 7 februari 1971, twee dagen na zijn achttiende verjaardag, zijn debuut voor de Deventenaren in de Eredivisie in een uitwedstrijd tegen Ajax. Half 1974 en half 1976 ketsten transfers naar Ajax (Amsterdam) af. (https://www.kentudezenog.nl/petrus-wilhelmus-arntz-1953/) 
Per 1 juli 1976 verkaste Arntz naar AZ'67 Alkmaar, waar Hans Kraay sr. net trainer/manager was geworden. Arntz speelde tien seizoenen voor AZ, waarmee hij in 1980/81 landskampioen werd, drie keer de KNVB beker won (1977/78, 1980/81, 1981/82) en in de finale van de UEFA Cup 1980/81 stond. In 1979/80 finishte Arntz met AZ als tweede achter Ajax, in 1976/77, 1977/78 en 1981/82 als derde, en in 1978/79 als vierde. Na het vertrek van een groot aantal bepalende spelers (Welzl half 1981; Spelbos, Peters, Nygaard en Kist half 1982) werd Arntz in juli 1982 aanvoerder van AZ. Hij bleef dit tot de beëindiging van zijn loopbaan in juni 1986.
Voormalig AZ-trainer Jan Notermans zei over Peter Arntz in het voor AZ zeer succesvolle seizoen 1980/81: "Als Metgod en Spelbos (de twee centrumverdedigers) gingen, stopte Arntz alle gaten, terwijl hij ook nog de kracht opbracht om buitenom te gaan om anderen te laten scoren. Voor de buitenwereld heeft Arntz geen geweldig jaar gehad, maar voor mij was hij de speler die het meest in dienst van het elftal speelde, en dus het nuttigst was." (Speciale uitgave Voetbal International, juni 1981: Het succes van AZ'67; Kees Rijvers; Peter Post en de Tour; voorpagina: kader: donkerblauw; foto: Feyenoord-AZ'67 1-5 op 3 mei 1981, met een juichende Kees Kist en Kristen Nygaard met rugnummer 10, en zijdelings gezien met nummer 11, Pier Tol, allen in donkerblauw-wit tenue.)

### Interlandloopbaan
In het Nederlands elftal speelde hij vijf interlands. De eerste op 30 april 1975 was de vriendschappelijke interland België-Nederland (uitslag 1-0) en de laatste op 22 februari 1981 was Nederland-Cyprus (3-0, kwalificatieduel WK 1982). Zijn meest memorabele interland was op 17 juni 1976, op het Europees kampioenschap voetbal 1976 in Joegoslavië. Twee dagen eerder was de wedstrijd Tsjechoslowakije-Nederland na verlenging in 3-1 geëindigd, waardoor Nederland slechts een wedstrijd om de derde plaats mocht spelen. Het was voor Nederland een chaotisch en dramatisch toernooi, waarin Johan Cruijff met een knieblessure en Johan Neeskens en Willem van Hanegem door rode kaarten niet beschikbaar waren voor de troostfinale tegen gastland Joegoslavië. Met een experimenteel, geïmproviseerd, verjongd, totaal ander team dan in de wedstrijd tegen Tsjechoslowakije, won Nederland tegen Joegoslavië na verlenging met 3-2, hetgeen een derde plaats betekende. Arntz stond in deze wedstrijd in de basis.

### Hoofd scouting
Na zijn actieve carrière was Arntz onder meer vanaf 1997 tot maart 2011 hoofd scouting van AZ.